# Rosa (Alabama)
Pour les articles homonymes, voir Rosa.
Rosa est une ville du comté de Blount, en Alabama, aux États-Unis,.

## Démographie
| 1980 | 1990 | 2000 | 2010 |
| ---- | ---- | ---- | ---- |
| 204  | 139  | 313  | 316  |

## Source de la traduction
- (en) Cet article est partiellement ou en totalité issu de l’article de Wikipédia en anglais intitulé « Rosa, Alabama » (voir la liste des auteurs).